# Tristania
Tristania és un grup de Gothic metal originari de Noruega que va desenvolupar el seu estil fusionant múltiples elements del Gothic metal, Black metal, Death metal, música clàssica, alternant veus femenines i masculines, veus guturals i veus líriques, violins i guitarres distorsionades.
Tristania es va formar l'any 1996 en una ciutat de Noruega anomenada Stravanger. Està formada per Einar Moen, Kenneth Olsson i Morten Veland. Poc després Rune Østerhus i Anders Høyvik Hidle es van incorporar a la banda.
Un cop estabilitzada la formació, l'any 1997, aconsegueixen entrar per primera vegada a un estudi de gravació per enregistrar la seva primera demo a Klepp Lydstudio. Durant la gravació d'aquesta, Vibeke Stene, que havia entrat a formar part del projecte com a vocalista de sessió, va aconseguir convèncer els altres integrants que la seva veu s'adequava al concepte musical de Tristania. A partir d'aquí, Vibeke Stene va passar a ser el sisè membre de la banda.